# 494
494 (CDXCIV) var ett normalår som började en lördag i den julianska kalendern.

## Händelser

### Okänt datum
- En jordbävning ödelägger Latakia.
- Påven Gelasius I beskriver förhållandet mellan kyrkan och staten.
- Gelasius kanoniserar Georg.
- Lupercaliafestligheterna ersätts av Kyndelsmässan.
- Under kejsar Xiaowen flyttas huvudstaden i det kinesiska riket norra Wei från Datong till Luoyang.

## Födda
- Æscwine av Essex, kung av Essex.

## Avlidna
- Xiao Zhaowen, kinesisk kejsare.
- Xiao Zhaoye, kinesisk kejsare.